# روح کندوی عسل
روح کندوی عسل (به اسپانیایی: El espíritu de la colmena) فیلمی اسپانیایی در سبک درام به کارگردانی ویکتور اریسه است که در سال ۱۹۷۳ منتشر شد. روح کندوی عسل اولین فیلم اریسه بود و از شاهکارهای سینمای اسپانیا محسوب می‌شود.
این فیلم در مورد دختری به نام آنا و توجه فراوان او به فیلم فرانکشتاین و همین‌طور کاوش‌های وی در زندگی خانوادگی و رفتن به مدرسه است. از این فیلم اینگونه یاد شده‌است: «تصویری افسون کننده از زندگی باطنی شبح‌زدهٔ یک دختر».